# Murabaha
 (mars 2024).
La murabaha (en arabe : مرابحة) est un type de contrat de vente très répandu dans la finance islamique,,.